# 沃什州
沃什州（匈牙利語：Vas，德语：Eisenburg，艾森堡）是匈牙利西部的一個州，西鄰奧地利。面積3,336平方公里，人口253,997（2015年）。首府松博特海伊。原属于奥匈帝国匈牙利王国，德意志西匈牙利地区。1920年后圣日耳曼条约和特里亚农条约裁定该地区归属匈牙利。

## 行政区划

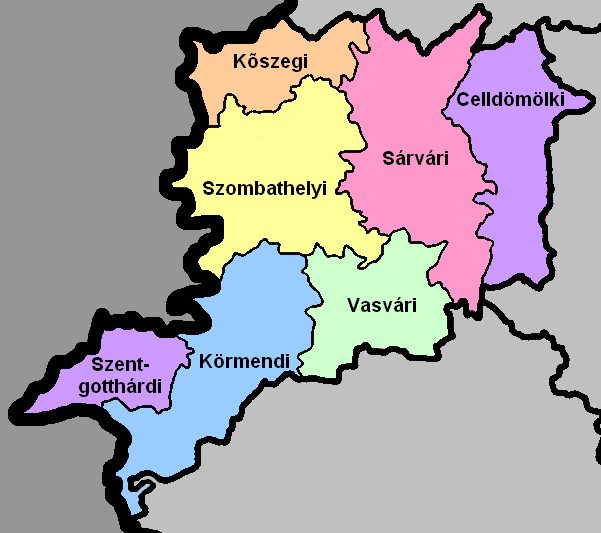
沃什州的区份

### 区份
- 采爾德默爾克區
- 克尔门德区
- 克塞格区
- 沙尔堡区
- 圣戈特哈德区
- 松博特海伊区
- 沃什堡区

### 市镇
下設一个州级市、12个城镇和203个村庄。
1. ↑  nepesseg.com, population data of Hungarian settlements
2. ↑  Regions and Cities > Regional Statistics > Regional Economy > Regional GDP per Capita, OECD.Stats. Accessed on 16 November 2018.